# Districte de Mbini
El districte de Mbini  és un districte de Guinea Equatorial, a la part septentrional de la província Litoral, a la regió continental del país. La capital del districte és Mbini. El cens de 1994 hi mostrava 14.034 habitants.